# Muara Nilau
Muara Nilau is een bestuurslaag in het regentschap Musi Rawas van de provincie Zuid-Sumatra, Indonesië. Muara Nilau telt 1988 inwoners (volkstelling 2010).